# Prospekt Veteranov (métro de Saint-Pétersbourg)
Prospekt Veteranov (en russe : Проспе́кт Ветера́нов) est la station terminus sud de la ligne 1 du Métro de Saint-Pétersbourg. Elle est située dans le raïon Kirov, de Saint-Pétersbourg en Russie.
Mise en service en 1977, elle est desservie par les rames de la ligne 1 du métro de Saint-Pétersbourg.

## Situation sur le réseau

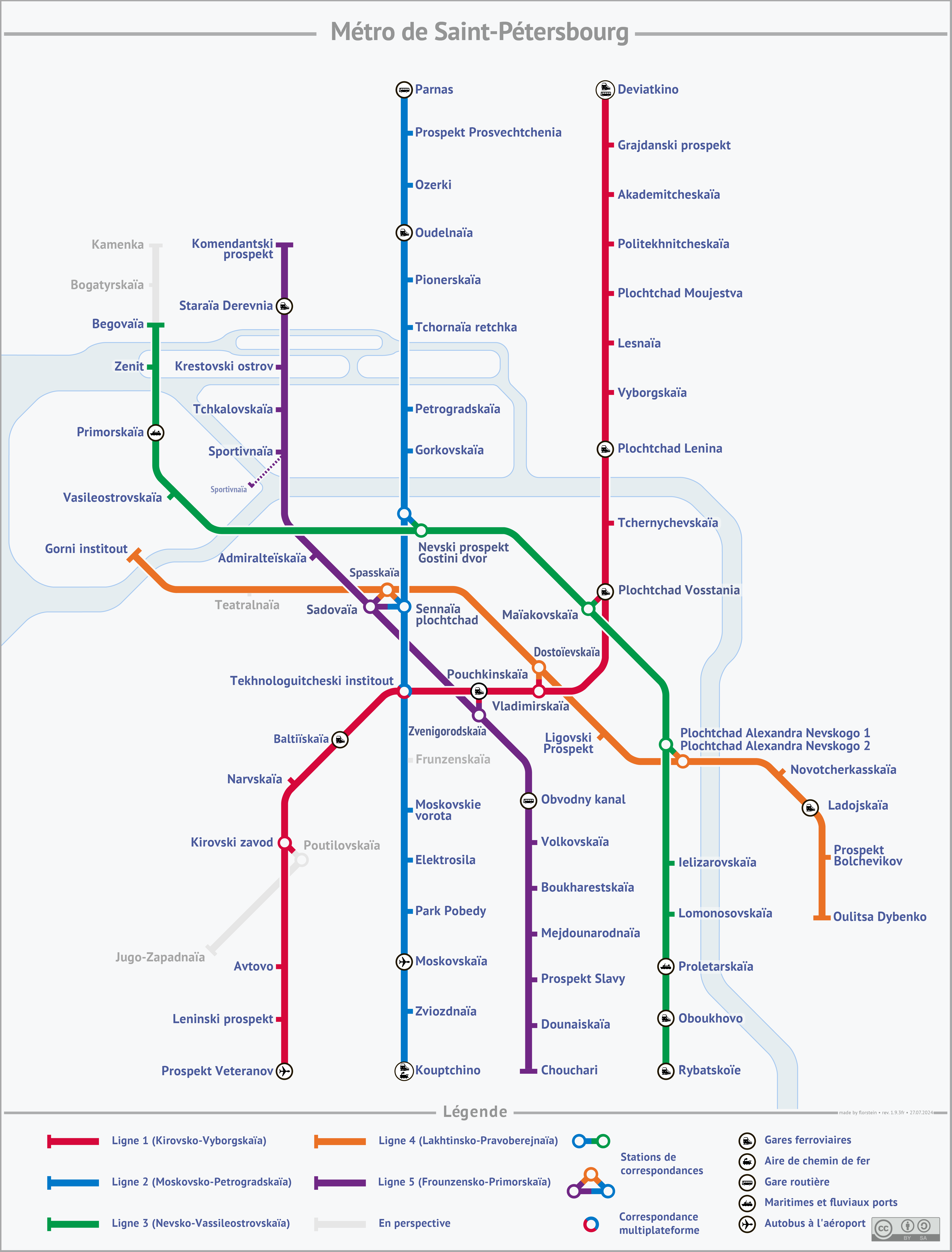
Plan du métro.

Établie en souterrain, à 8 mètres de profondeur, Prospekt Veteranov est la station terminus sud de la ligne 1 du métro de Saint-Pétersbourg. Elle est située avant la station Leninski prospekt, en direction du terminus nord DeviatkinoLeninski prospekt.
La station dispose d'un quai central encadré par les deux voies de la ligne. Station terminus, les voies sont prolongées en impasse au-delà de la station,.

## Histoire
La station terminus Prospekt Veteranov est mise en service le 5 octobre 1977, lors de l'ouverture à l'exploitation du prolongement en souterrain d'Avtovo à Prospekt Veteranov. Ce prolongement remplace le prolongement d'Avtovo au terminus en surface Dachnoye, ouvert le 1er juin 1958. La station Dachnoye est ensuite détruite. Elle est nommée en référence à l'avenue éponyme située au-dessus.

## Services aux voyageurs

### Accès et accueil
Elle dispose de deux halls souterrains : situés au nord et au sud du quai ils ont une configuration semblable avec un passage souterrain piétonnier relié à la surface par quatre bouches équipées d'escaliers fixes, et une relation avec le quai situé à 8 mètres de profondeur par un court tunnel en pente équipé d'un escalier mécanique.

### Desserte
Prospekt Veteranov est desservie par les rames de la ligne 1 du métro de Saint-Pétersbourg.

Installations et desserte
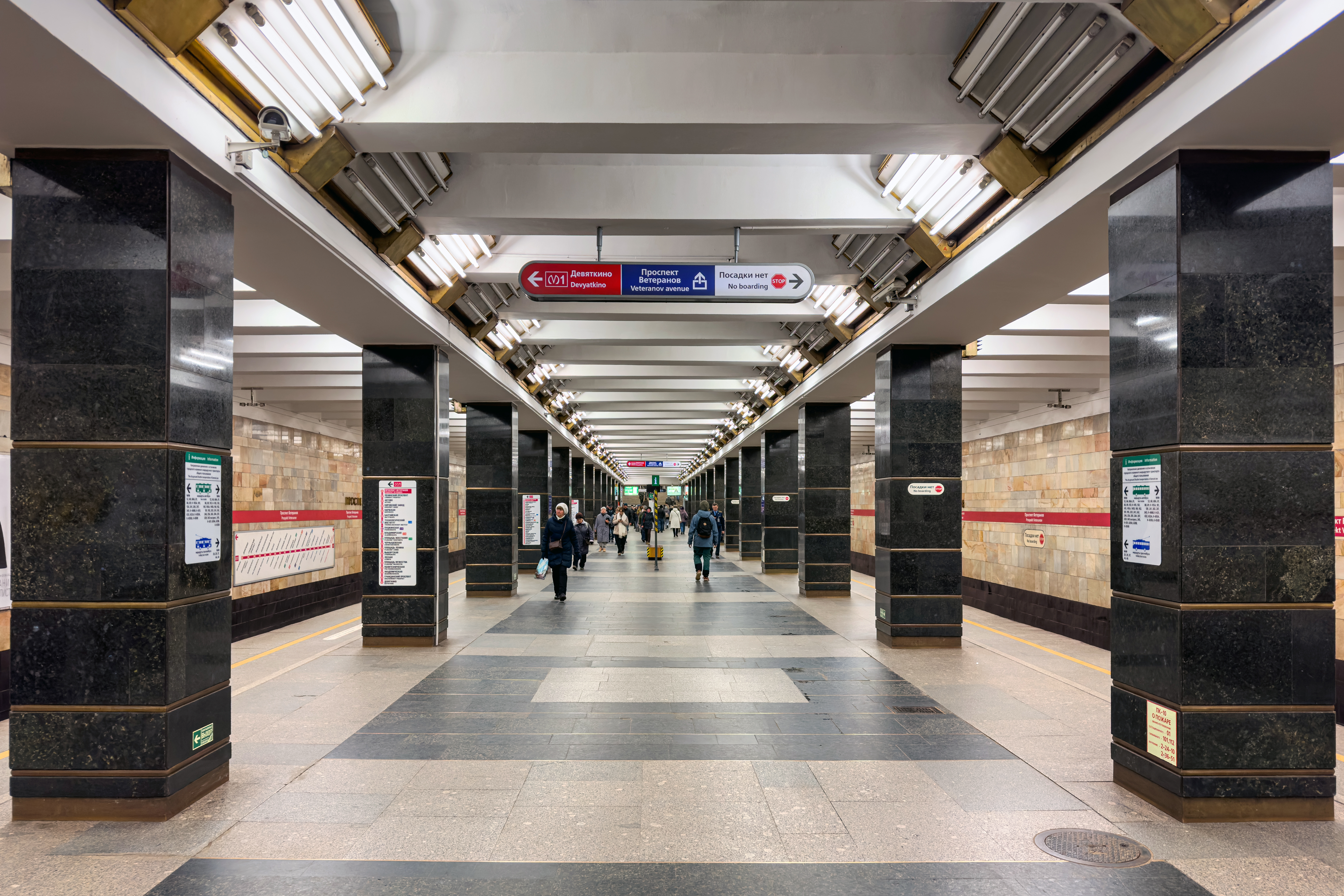
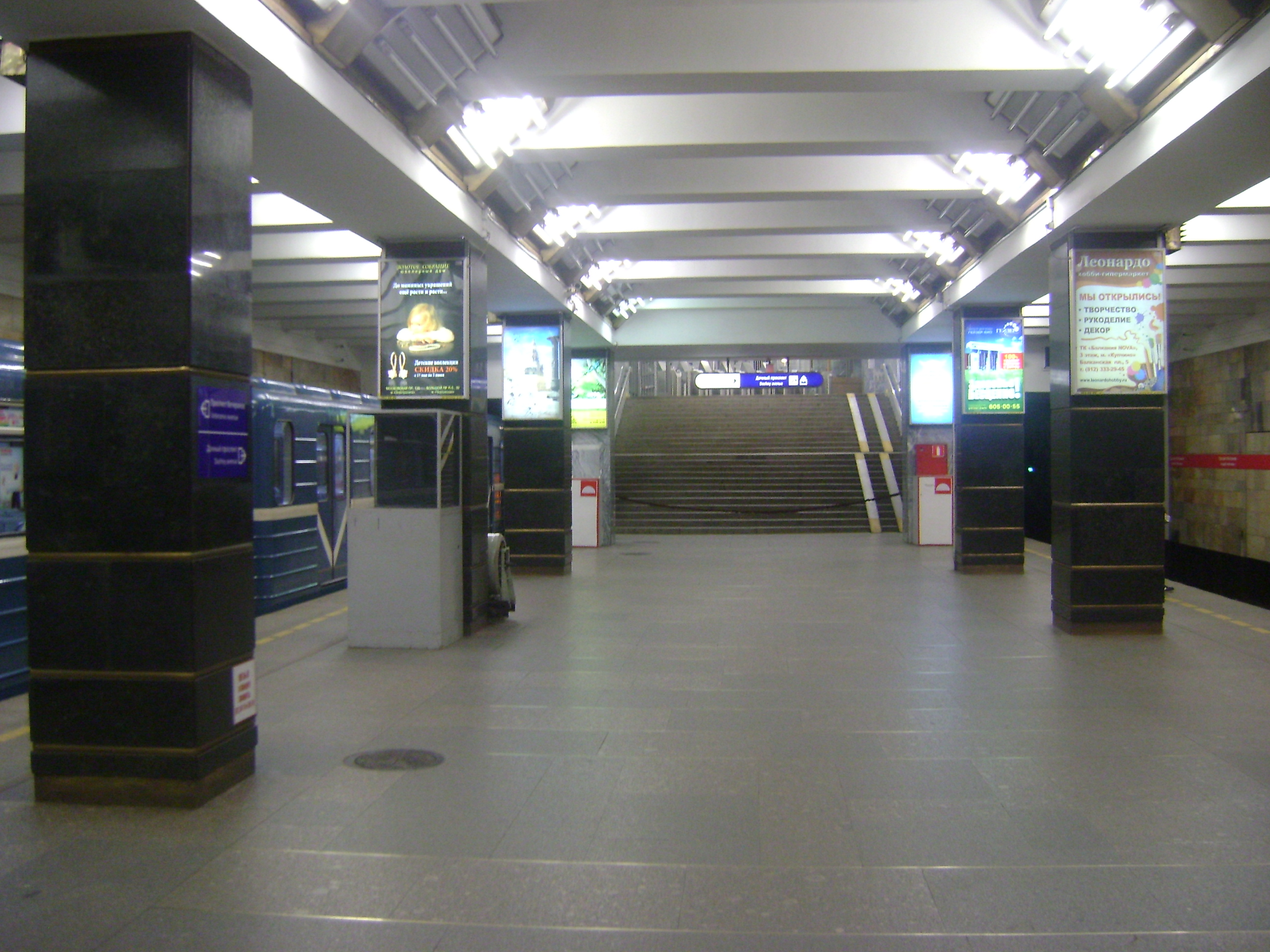
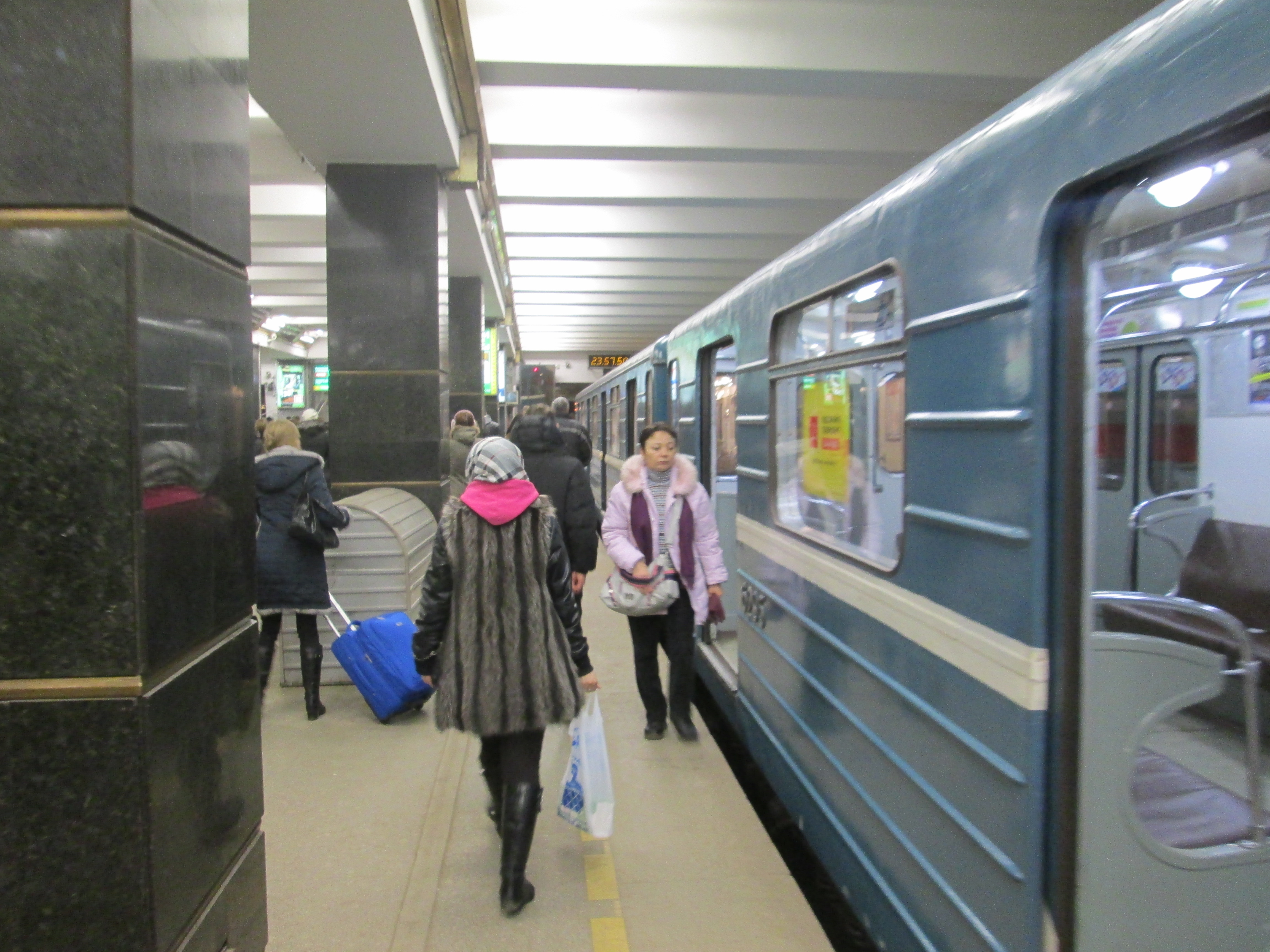

### Intermodalité
À proximité : des arrêts des trolleybus de Saint-Pétersbourg sont desservis par les lignes 20, 29, 37, 44 et 46 ; et des arrêts de bus sont desservis par de nombreuses lignes.